# B'Day
B'Day is het tweede soloalbum van de Amerikaanse r&b-zangeres Beyoncé. Het werd uitgebracht op 4 september 2006, Beyoncés 25ste verjaardag.

## Achtergrondinformatie
Het meest bekende nummer van dit album is Irreplaceable, dat wekenlang op de eerste positie heeft gestaan in de Billboard Hot 100. Ook op andere plaatsen over de wereld deed de single het erg goed, in de Nederlandse Top 40 haalde Beyoncé de top 3. Beyoncé schreef dit nummer samen met R&B-zanger Ne-Yo. De Europese uitgave van het album B´Day bevat elf nummers, de Amerikaanse uitgave heeft drie extra nummers.

## Tracklist
1. "Déjà vu" (met Jay-Z)
2. "Get Me Bodied"
3. "Suga Mama"
4. "Upgrade U (met Jay-Z)
5. "Ring the Alarm"
6. "Kitty Kat"
7. "Freakum Dress"
8. "Green Light"
9. "Irreplaceable"
10. "Resentment"
11. "Check on It" (featuring Bun B & Slim Thug)
Bonus
12. Encore for the Fans
13. "Listen"
14. "Get Me Bodied (Extended Remix)"

## Luxe-editie
In april 2007 bracht Beyoncé het album opnieuw uit. De B'Day Deluxe Edition bevat onder meer Spaanstalige nummers en een duet met de Colombiaanse zangeres Shakira, Beautiful Liar. Voor elk nummer nam Beyoncé een videoclip op.

### Tracklist
1. "Beautiful Liar" (met Shakira)
2. "Irreplaceable"
3. "Green Light"
4. "Kitty Kat"
5. "Welcome to Hollywood"
6. "Upgrade U"
7. "Flaws and All"
8. "If"
9. "Get Me Bodied (Extended)"
10. "Freakum Dress"
11. "Suga Mama"
12. "Déjà Vu"
13. "Ring the Alarm"
14. "Resentment"
15. "Listen"
16. "World Wide Woman"
17. "Check on It"
18. "Amor Gitano"
19. "Beautiful Liar (Remix)"